# Ван Юйчэн
Ван Юйчэ́н (кит. 王禹偁, пиньинь Wáng Yǔchēng, 954—1001) — китайский чиновник и поэт времен империи Сун.

## Биография и карьера
Родился в 954 году в уезде Цзюйе (современная провинция Шаньдун). Происходил из крестьянской семьи. Уже в 5 лет стал сочинять стихи. В 983 году успешно преодолел провинциальные экзамены на право занятия государственной должности в рамках системы кэцзюй. В 988 году был призван в императорскую столицу Кайфын для службы в академии Ханьлинь.
В своём творчестве был продолжателем традиций Ду Фу и Бо Цзюйи. Происходя их простонародья, хорошо знал жизнь народа и воспевал в своих стихах нелегкий труд крестьян, выжигающих горные леса для новых полей — в поэме «Песни о выжженных лесах»; судьбу нищих беженцев и тяжелую солдатскую службу на дальней границе — в стихотворениях «Чувство, вызванное беженцем» (кит. упр. 感流亡)  и «Взирая на снег» (кит. упр. 对雪). В первом из них автор, хотя и является небогатым изгнанником, выглядит счастливцем по сравнению с крестьянином, ввиду засухи ставшим скитальцем вместе с женой, больной матерью и тремя малолетними детьми, при этом в дороге он овдовел и должен содержать своих спутников. Являясь чиновником, который «не вспахал ни му земли, никогда не держал в руках стрелы», но живет в тепле и в изобилии, во втором стихотворении автор выражал стыд за себя и свое общественное положение.
Вследствие критики высокопоставленных чиновников Вай Юйчэн испытал гонения; его трижды — в 991 и 998 годах — понижали в должностях и направляли в отдаленные южные провинции. В 1001 году его назначили служить в Цичжоу, но через несколько месяцев после приезда туда Ван Юйчэн скончался.